# Laika (musik)
För andra betydelser, se Laika.
Laika eller laïkó (grekiska: λαϊκό τραγούδι, Laïkó tragoudi) är en genre inom grekisk folkmusik. Den syftar på den grekiska musik som blev populär på slutet av 1950-talet, när en ny generation musiker utvecklade rebetiko-musiken och gav den en ny karaktäristisk stil.
Laika kan även inkludera rebetiko.